# Newtonsche Ungleichungen
In der Mathematik sind die newtonschen Ungleichungen Ungleichungen, die nach Isaac Newton, dem Verfasser der Philosophiae Naturalis Principia Mathematica, benannt wurden.

## Aussage
Seien {\displaystyle a_{1},\dots ,a_{n}} reelle Zahlen und seien {\displaystyle \sigma _{k}} die {\displaystyle k}-ten elementarsymmetrischen Polynome in {\displaystyle a_{1},\dots ,a_{n}}, definiert durch
{\displaystyle \sigma _{k}=\sum _{S\subseteq \{1,\dotsc ,n\} \atop \#S=k}\ \prod _{i\in S}a_{i}\ .}
Es gelten beispielsweise {\displaystyle \sigma _{1}=a_{1}+\dotsb +a_{n}} und {\displaystyle \sigma _{n}=a_{1}\dotsm a_{n}}.
Dann erfüllen die elementaren symmetrischen Mittel, definiert durch
{\displaystyle S_{k}={\frac {\sigma _{k}}{\binom {n}{k}}},}
die Ungleichungen
{\displaystyle S_{k-1}S_{k+1}\leq S_{k}^{2}}
für alle ganzen Zahlen {\displaystyle 0<k<n}.
Falls alle {\displaystyle a_{i}} ungleich Null sind, dann gilt Gleichheit genau dann, falls alle {\displaystyle a_{i}} gleich sind. Es sei bemerkt, dass {\displaystyle S_{1}} das arithmetische Mittel und {\displaystyle S_{n}} die {\displaystyle n}-te Potenz des geometrischen Mittels der {\displaystyle a_{i}} ist.